# Minuit 4
Minuit 4 est un recueil de romans courts de Stephen King, paru en 1990 sous le titre Four past Midnight et qui, dans sa version française, correspond à la seconde moitié du recueil original. Il constitue ainsi la suite de Minuit 2 et contient deux romans courts : Le Policier des bibliothèques et Le Molosse surgi du soleil. Le livre original a reçu le prix Bram Stoker du meilleur recueil de nouvelles 1990. 

## Contenu
- Le Policier des bibliothèques, 1992 ((en) The Library Policeman, 1990)
- Le Molosse surgi du soleil, 1992 ((en) The Sun Dog, 1990)

## Résumés

### Le Policier des bibliothèques
Ayant emprunté deux livres à la bibliothèque municipale, l'agent d'assurances Sam Peebles s'est vu avertir par Ardelia Lortz, la bibliothécaire, de les rendre à temps s'il ne voulait pas avoir affaire avec la police des bibliothèques. Cet avertissement fait resurgir en lui un traumatisme lié à l'enfance et sa peur s'accroît quand il ne retrouve pas les livres empruntés au moment de les rendre. Il apprend par son assistante Naomi que la bibliothécaire à qui il a parlé est en fait morte depuis des années mais elle refuse de lui en dire plus.

### Le Molosse surgi du soleil
Le jeune Kevin Delevan, 15 ans, s'est vu offrir pour son anniversaire l'appareil photo de ses rêves mais il s'aperçoit que celui-ci ne prend pas les photos qu'il voudrait mais reproduit toujours la même image, celle d'un chien terrifiant qui se rapproche de plus en plus. Il décide d'aller faire examiner son appareil par le vieux et rusé Pop Merrill, qui tient une brocante. Merrill y voit l'occasion de gagner beaucoup d'argent en revendant l'appareil à un riche passionné d'occultisme et le remplace par un autre du même modèle, que Kevin détruit.

## Liens avec d'autres œuvres de Stephen King
Le Molosse surgi du soleil fait partie des nombreux récits de King ayant pour cadre la ville de Castle Rock et sert d'introduction à Bazaar (même si les deux histoires n'ont pas de rapport direct). Toujours dans Bazaar, Sam Peebles, personnage principal du Policier des bibliothèques, est évoqué à la fin du roman.
Pop Merrill, l'un des protagonistes du Molosse surgi du soleil, est le grand oncle de John « Ace » Merrill, personnage du roman court Le Corps qui réapparaît dans Bazaar. De plus, il évoque les événements de Cujo.

## Accueil et distinctions
Le recueil est resté 22 semaines (dont cinq à la première place) sur la New York Times Best Seller list, y apparaissant directement à la première place le 16 septembre 1990. Le Publishers Weekly le classe à la deuxième place des meilleures ventes de livres de fiction aux États-Unis en 1990.
En 1991, le recueil (Minuit 2 et Minuit 4) a remporté le prix Bram Stoker du meilleur recueil de nouvelles et été nommé prix Locus du meilleur recueil de nouvelles, terminant à la sixième place.